# Liste der Naturdenkmale in Teupitz
Die Liste der Naturdenkmale in Teupitz nennt die Naturdenkmale in Teupitz im Landkreis Dahme-Spreewald in Brandenburg.
In den Spalten befinden sich folgende Informationen:
- Nr.: Identifizierungsnummer nach veröffentlichter Liste. Sie wird von der unteren Naturschutzbehörde des Landkreises oder der kreisfreien Stadt vergeben. Wenn sie bekannt ist, wird sie angegeben. In dieser Spalte kann sich zusätzlich das Wort Wikidata befinden, der entsprechende Link führt zu Angaben zu diesem Naturdenkmal bei Wikidata.
- Bezeichnung: Benennung des Naturdenkmals, in der Regel wird bei Bäume die Baumart genannt. Bekannte Eigennamen werden mit angegeben.
- Gemarkung: Ort oder Gemarkung, in der sich das Naturdenkmal befindet
- Lage: Nennt die Lage des Naturdenkmals im jeweiligen Ortsteil und die geografischen Koordinaten des Naturdenkmals. Link zu einem Kartenansichtstool, um Koordinaten zu setzen. In der Kartenansicht sind Naturdenkmale ohne Koordinaten mit einem roten beziehungsweise orangen Marker dargestellt und können in der Karte gesetzt werden. Denkmale ohne Bild sind mit einem blauen bzw. roten Marker gekennzeichnet, Denkmale mit Bild mit einem grünen beziehungsweise orangen Marker.
- Beschreibung: die Beschreibung des Naturdenkmales
- Schutzzweck: Erläutert den Grund der Unterschutzstellung
- Bild: Zeigt ein Bild des Naturdenkmales und gegebenenfalls ein Link zu weiteren Fotos im Medienarchiv Wikimedia Commons

## Einzeldenkmale

### Neuendorf
| Bild                                    | Bezeichnung | Lage                                                                                                | Beschreibung | Schutzzweck | Nummer |
| --------------------------------------- | ----------- | --------------------------------------------------------------------------------------------------- | ------------ | ----------- | ------ |
| Direkt Bild zu diesem Denkmal hochladen | Stieleiche  | Neuendorf, südöstlich Neuendorf, direkt an der Grenze zum Naturschutzgebiet Mühlenfließ-Sägebach () |              |             |        |

### Teupitz
| Bild                                    | Bezeichnung              | Lage | Beschreibung                                    | Schutzzweck | Nummer |
| --------------------------------------- | ------------------------ | --- | ----------------------------------------------- | ----------- | ------ |
| BW                                      | Lindenallee              | Teupitz, von Teupitz bis Ortseingang Schwerin (52° 8′ 9,8″ N, 13° 37′ 4,8″ O)                                         |                                                 |             |        |
| Direkt Bild zu diesem Denkmal hochladen | Lindenallee Baum Nr. 3   | Teupitz, Teupitz Bahnhofstraße von Gasthaus „Schenk von Landsberg“ bis zum Ortseingang Schwerin (Bahnhofstraße 50) () | Standort gilt für die gesamte Lindenallee       |             |        |
| Direkt Bild zu diesem Denkmal hochladen | Lindenallee Baum Nr. 13  | Teupitz, von Teupitz bis Ortseingang Schwerin ()                                                                      |                                                 |             |        |
| Direkt Bild zu diesem Denkmal hochladen | Lindenallee Baum Nr. 47  | Teupitz, von Teupitz bis Ortseingang Schwerin ()                                                                      |                                                 |             |        |
| Direkt Bild zu diesem Denkmal hochladen | Lindenallee Baum Nr. 72  | Teupitz, von Teupitz bis Ortseingang Schwerin ()                                                                      |                                                 |             |        |
| Direkt Bild zu diesem Denkmal hochladen | Lindenallee Baum Nr. 76  | Teupitz, von Teupitz bis Ortseingang Schwerin ()                                                                      |                                                 |             |        |
| Direkt Bild zu diesem Denkmal hochladen | Lindenallee Baum Nr. 86  | Teupitz, von Teupitz bis Ortseingang Schwerin ()                                                                      |                                                 |             |        |
| Direkt Bild zu diesem Denkmal hochladen | Lindenallee Baum Nr. 109 | Teupitz, von Teupitz bis Ortseingang Schwerin ()                                                                      |                                                 |             |        |
| Direkt Bild zu diesem Denkmal hochladen | Lindenallee Baum Nr. 111 | Teupitz, von Teupitz bis Ortseingang Schwerin ()                                                                      |                                                 |             |        |
| Direkt Bild zu diesem Denkmal hochladen | Lindenallee Baum Nr. 124 | Teupitz, von Teupitz bis Ortseingang Schwerin ()                                                                      |                                                 |             |        |
| Direkt Bild zu diesem Denkmal hochladen | Lindenallee Baum Nr. 146 | Teupitz, von Teupitz bis Ortseingang Schwerin ()                                                                      |                                                 |             |        |
| Direkt Bild zu diesem Denkmal hochladen | Lindenallee Baum Nr. 147 | Teupitz, von Teupitz bis Ortseingang Schwerin ()                                                                      |                                                 |             |        |
| Direkt Bild zu diesem Denkmal hochladen | Lindenallee Baum Nr. 158 | Teupitz, von Teupitz bis Ortseingang Schwerin ()                                                                      |                                                 |             |        |
| Direkt Bild zu diesem Denkmal hochladen | Lindenallee Baum Nr. 222 | Teupitz, von Teupitz bis Ortseingang Schwerin ()                                                                      |                                                 |             |        |
| Direkt Bild zu diesem Denkmal hochladen | Lindenallee Baum Nr. 246 | Teupitz, von Teupitz bis Ortseingang Schwerin ()                                                                      |                                                 |             |        |
| Direkt Bild zu diesem Denkmal hochladen | Lindenallee Baum Nr. 270 | Teupitz, von Teupitz bis Ortseingang Schwerin ()                                                                      |                                                 |             |        |
| Direkt Bild zu diesem Denkmal hochladen | Lindenallee Baum Nr. 307 | Teupitz, von Teupitz bis Ortseingang Schwerin ()                                                                      |                                                 |             |        |
| Fotos hochladen                         | Stieleiche               | Teupitz, Nordseite der Pfarrgrundstücks, Flur 5, Flurstück 383 (52° 8′ 16″ N, 13° 36′ 33,7″ O)                        |                                                 |             |        |
| Direkt Bild zu diesem Denkmal hochladen | Winterlinde 1            | Teupitz, Marktplatz 17 ()                                                                                             |                                                 |             |        |
| Direkt Bild zu diesem Denkmal hochladen | Linde 2                  | Teupitz, Marktplatz 17 ()                                                                                             | 2005 aus Gründen der Verkehrssicherheit gefällt |             |        |
| Direkt Bild zu diesem Denkmal hochladen | Weinberg                 | Teupitz, Flur 5, Flurstück 213; Flur 8, Flurstück 243 ()                                                              |                                                 |             |        |

### Tornow
| Bild            | Bezeichnung                                                    | Lage | Beschreibung | Schutzzweck | Nummer |
| --------------- | -------------------------------------------------------------- | --- | ------------ | ----------- | ------ |
| BW              | 134 Ahornbäume (Silberahorn, Spitzahorn, Bergahorn und andere) | Tornow, Tornower Chaussee, Bushaltestelle Tornow, Hohe Mühle bis zur Einmündung in die Ortsverbindungsstraße zwischen Teupitz und Egsdorf (52° 7′ 23,4″ N, 13° 36′ 26,1″ O) |              |             |        |
| BW              | etwa 90 Robinien                                               | Tornow, Tornower Chaussee, vom Ortsausgang Tornow bis zur Bushaltestelle Tornow, Hohe Mühle (52° 7′ 11″ N, 13° 36′ 47,1″ O)                                                 |              |             |        |
| Fotos hochladen | Winterlinde                                                    | Tornow, „Hohe Mühle“, am Abfluss des Tornower Sees (52° 6′ 56,8″ N, 13° 36′ 31,5″ O)                                                                                        |              |             |        |
| Fotos hochladen | Sommerlinde                                                    | Tornow, „Hohe Mühle“, am Abfluss des Tornower Sees (52° 6′ 57,4″ N, 13° 36′ 31,8″ O)                                                                                        |              |             |        |
| Fotos hochladen | Waldkiefer 1                                                   | Tornow, ca. 25 Meter südlich der Feuerwehr, Flur 5, Flurstück 15 (52° 6′ 40,6″ N, 13° 37′ 20,1″ O)                                                                          |              |             |        |
| BW              | Waldkiefer 2                                                   | Tornow, ca. 25 Meter südlich der Feuerwehr, Flur 5, Flurstück 15 (52° 6′ 40,4″ N, 13° 37′ 21″ O)                                                                            |              |             |        |
| BW              | Waldkiefer 3                                                   | Tornow, ca. 25 Meter südlich der Feuerwehr, Flur 5, Flurstück 15 (52° 6′ 40,1″ N, 13° 37′ 21,7″ O)                                                                          |              |             |        |
| BW              | Feuchtwiese Ostbucht Tornower See                              | Tornow, Flur 1, 51/2 (anteilig), 54, 55; Flur 6, Flurstück 68/2 (see) (anteilig), 79, 82, 83, 84, 96, 97 (52° 6′ 58,6″ N, 13° 37′ 17,7″ O)                                  |              |             |        |

## Flächendenkmale

### Teupitz
| Bild                           | Bezeichnung             | Lage | Beschreibung  | Schutzzweck | Nummer |
| ------------------------------ | ----------------------- | --- | ------------- | ----------- | ------ |
| BW                             | Trockenrasen Nicolassee | Teupitz, im Waldgebiet etwa 100 m nordwestlich vom Nicolassee an einem Westhang (52° 7′ 45,7″ N, 13° 38′ 4,8″ O) | 0,970 Hektar  |             | 4059   |
| BW                             | Moor Nicolassee         | Teupitz, östlich des Nicolassees in einem Kiefernwaldgebiet (52° 7′ 34,8″ N, 13° 38′ 21,2″ O)                    | 4,495 Hektar  |             | 4060   |
| Weitere Bilder Fotos hochladen | Tütschensee Tornow      | Teupitz, (52° 7′ 17,2″ N, 13° 37′ 22″ O)                                                                         | 10,040 Hektar |             | 4061   |

## Quelle
Die Daten wurden vom Umweltamt des Landkreises Dahme-Spreewald zur Verfügung gestellt.